# Travis & Bob
Travis & Bob was een Amerikaans rock-'n-roll-duo uit Jackson.

## Bezetting
- Travis Pritchett[5] (geb. in Jackson, 18 maart 1939)
- Bob Weaver[6] (geb. in Jackson, 27 juli 1939).

## Geschiedenis
In 1959 brachten ze de single Tell Him No uit bij het independent-label Sandy Records. De song werd geschreven door Pritchett. Dot Records nam de single over voor landelijke distributie en deze werd een hit met een 8e plaats in de Billboard Hot 100 en een 21e plaats in de Billboard r&b-hitlijst. Ondanks het opnemen van verdere singles voor Big Top Records en Mercury Records, kreeg het duo geen verdere hitsingle meer.
In juni 1960 spande het duo een rechtszaak aan tegen de Sandy Records-oprichters Johnny Bozeman en Paul DuBose. Travis en Bob beweerden dat ze geen licentiegelden hadden ontvangen van de speeltijd en verkoop van hun opnamen.